# Площа Різні
Пло́ща Різні́ — площа в Галицькому районі Львова, на північ від історичного центру міста, розташована між проспектом Чорновола та вулицею Староміською. Прилучаються вулиці Лазнева та Стара.

## Історія та назва
Площа Різні розташована між проспектом Чорновола та вулицею Староміською. Від площі, що складається з кількох невеликих скверів, які перетинає дорога між площею Торговою до проспектом Чорновола розходяться вулиці Стара, Староміська та Лазнева. Тому багато прилеглих будинків належали одночасно, як до площі Різні, так й до сусідніх вулиць. За путівником Францішека Баранського, площа називалась через бійню худоби або різню, яка існувала тут на березі Полтви, через що до середини XIX століття площа мала назву — Над Полтвою, згодом отримала назву — площа Різні. Назва площі не змінювалася упродовж тривалого часу, хоча у середині XIX століття бійню худоби, яка створювала негативний вплив на екологію прилеглої Жовківської дільниці, перенесли нижче за течією Полтви, а у 1904 році, на тодішній околиці міста, заснували Нову міську різню (нині — вул. Промислова, 54/56). Під час німецької окупації — Шлахтхофпляц або ж площа Бійні. У липні 1944 року площі повернена історична назва — площа Різні.
До початку 1960-х років площа Різні була частиною торговиці, яку називали «Кракідали», а також тоді площу Краківську (нині площа Князя Ярослава Осмомисла) з площею Різні сполучала вуличка Різня (нині — частина вулиці Старої, перегороджена в'їзною брамою на ринок «Добробут»).
До 2009 року площа була тихим закутком поруч з центром міста, але після реконструкції (та зміни схеми руху транспорту в районі початку проспекту Чорновола) перетворилася на одну з найпожвавленіших площ міста. Площа є важливим транспортним вузлом і автомобільною розв'язкою, через неї проходить основний потік транспорту, що прямує з центральної частини Львова у північну його частину. Крім того, на площі розташована кінцева зупинка кількох міських автобусних маршрутів, що сполучають центральну частину Львова зі спальними районами міста, а також приміський автобусний маршрут, що сполучає Львів з селом Ситихів.

## Забудова
В архітектурному ансамблі площі Різні присутні дво- та триповерхові кам'яниці кінця XIX та початку XX століття, збудовані у стилі класицизму. Пам'ятки архітектури місцевого та національного значення відсутні. Нині до площі Різні приписано лише чотири будинки, а інші будинки або приписані до інших вулиць або не існують взагалі.
№ 6 — триповерхова кам'яниця XIX століття (конскрипційний № 45 ¾), біля якої розташована в'їзна брама на ринок «Добробут». У 1871 році власником кам'яниці був Саламон Гісс, а у 1916 році — Якуб Лейб Гісс.
№ 8 — двоповерхова кам'яниця XIX століття (конскрипційний № 6 ¾). У 1871 році власником кам'яниці був Саламон Гісс, а у 1916 році — Якуб Лейб Гісс.
№ 12 — триповерхова кам'яниця XIX століття (конскрипційний № 433, 434 ¾). У 1871 році власником кам'яниці був Ян Гаудек, а у 1916 році — Авраам Бохнер.
№ 13 — триповерхова чиншова кам'яниця XIX століття (конскрипційний № 436 ¾) на розі з проспектом Чорновола. На початку XX століття власником кам'яниці був Арон Горн, а 1916 року — Ян Гаудек. Нині цей будинок перебуває у стані руїни.

### Втрачені будинки
№ 2 — кам'яниця XIX століття (конскрипційний № 19 ¾). У 1871 році його власником був зокрема Ізер Фаєртаґ, на початку ХХ століття — Нехе Вермер. Нині такого будинку не існує, а на його місці нині розташований сквер між вулицею Лазневою та проспектом Чорновола.
№ 4 — кам'яниця XIX століття (конскрипційний № 43 ¾). У 1871 році його власником був Маркус Лош, а 1916 року — Еміль Бенчер. Нині такого будинку не існує, на його місці — літній майданчик кафе.
№ 5 — кам'яниця XIX століття (конскрипційний № 44 ¾). У 1871 році його власником був Саломон Гісс, а 1916 року — спадкоємці Рахелі Гісс. Нині такого будинку не існує, на його місці — незабудована ділянка.
№ 10 — кам'яниця XIX століття (конскрипційний № 1 ¾). Колись з цієї кам'яниці починався реєстр будівель всього Жовківського передмістя. У 1871 році його власником була Фундація єврейського шпиталю та діяла ритуальна лазня, а 1916 року — Еттель Діаманд. Нині такого будинку не існує, на його місці прокладено вул. Староміську.
№ 15 — кам'яниця XIX століття (конскрипційний № 438 ¾). У 1871 році його власником був Марк Ейден, на початку XX століття — Абраґам Юзеф Аст, Мейлах і Лейзе Фінкелі, Барух Сільберштейн та Маркус Стейл, а 1916 року — спадкоємці Ефроїм Хіль Кац. Нині такого будинку не існує, на його місці — сквер, посеред якого за радянських часів встановлена скульптура дівчинки, у 2000-х роках поряд встановлений павільйон квіткового магазину «Family-Flowers» (проспект Чорновола, 2А).